# Worms Will Turn
Worms Will Turn é um filme norte-americano dirigido por Frank Griffin e lançado em 1914. Teve Oliver Hardy (creditado como Baby Hardy) como ator coadjuvante, interpretando um policial.

## Elenco
- Raymond McKee como Bill Raggles
- Ed Lawrence como Chefe da polícia
- Julia Calhoun como Matilda
- Oliver Hardy como Polícia (creditado como Babe Hardy)

## Ver Também
- Filmografia de Oliver Hardy